# Liste der denkmalgeschützten Objekte im Okres Bratislava I/S
Die Liste der denkmalgeschützten Objekte im Okres Bratislava I/S enthält die nach slowakischen Denkmalschutzvorschriften geschützten Objekte im Stadtbezirk Okres Bratislava I, der den Stadtteil Staré Mesto umfasst, in den Straßen beginnend mit den Buchstaben S.

## Denkmäler
| Foto |                 | Denkmal / č. ÚZPF                                                 | Standort / Konskr. Nr.                                                              | Offizielle Beschreibung                                     | Beschreibung | Metadaten                                                                |
| ---- | --------------- | ----------------------------------------------------------------- | ----------------------------------------------------------------------------------- | ----------------------------------------------------------- | --- | ------------------------------------------------------------------------ |
|      | Datei hochladen | Schule(sk) ObjektID: 101-10898/0                                  | Sasinkova ul. 2 KG: Staré Mesto Konskr.Nr.: 102626                                  | solitér; Staré teoretické ústavy LF UK                      | Freistehende Schule, Alte theoretische Anstalten der Medizinfakultät der Comenius-Universität in der Straße Sasinkova ulica 2. | č. NKP: 101-10898/0 Stand des NKP: 2012-02-08 Name: ŠKOLA                |
| ja   | Datei hochladen | Bürgerhaus(sk) ObjektID: 101-216/0                                | Sedlárska ul. 1 Standort KG: Staré Mesto Konskr.Nr.: 366                            | nárožný                                                     | Eckbürgerhaus in der Straße Sedlárska ulica 1. | č. NKP: 101-216/0 Stand des NKP: 2012-02-08 Name: DOM MEŠTIANSKY         |
| ja   | Datei hochladen | Bürgerhaus(sk) ObjektID: 101-214/0                                | Sedlárska ul. 3 Standort KG: Staré Mesto Konskr.Nr.: 367                            | radový                                                      | Reihenbürgerhaus in der Straße Sedlárska ulica 3. | č. NKP: 101-214/0 Stand des NKP: 2012-02-08 Name: DOM MEŠTIANSKY         |
| ja   | Datei hochladen | Bürgerhaus(sk) ObjektID: 101-217/0                                | Sedlárska ul. 4 Standort KG: Staré Mesto Konskr.Nr.: 361                            | radový                                                      | Reihenbürgerhaus in der Straße Sedlárska ulica 4. | č. NKP: 101-217/0 Stand des NKP: 2012-02-08 Name: DOM MEŠTIANSKY         |
| ja   | Datei hochladen | Bürgerhaus(sk) ObjektID: 101-212/0                                | Sedlárska ul. 5 Standort KG: Staré Mesto Konskr.Nr.: 100368                         | sieňový, radový                                             | Reihenbürgerhaus mit Saal in der Straße Sedlárska ulica 5. | č. NKP: 101-212/0 Stand des NKP: 2012-02-08 Name: DOM MEŠTIANSKY         |
| ja   | Datei hochladen | Bürgerhaus(sk) ObjektID: 101-215/0                                | Sedlárska ul. 6 Standort KG: Staré Mesto Konskr.Nr.: 362                            | radový                                                      | Reihenbürgerhaus in der Straße Sedlárska ulica 6. | č. NKP: 101-215/0 Stand des NKP: 2012-02-08 Name: DOM MEŠTIANSKY         |
| ja   | Datei hochladen | Bürgerhaus(sk) ObjektID: 101-213/0                                | Sedlárska ul. 8 Standort KG: Staré Mesto Konskr.Nr.: 363                            | prejazdový, radový, Stürzerova cukráreň, Pirgler. d.        | Reihenbürgerhaus mit Durchfahrt in der Straße Sedlárska ulica 3. Conditorei Stürzer, Haus Pirglerov dom. | č. NKP: 101-213/0 Stand des NKP: 2012-02-08 Name: DOM MEŠTIANSKY         |
| ja   | Datei hochladen | Bürgerhaus(sk) ObjektID: 101-211/0                                | Sedlárska ul. 10 Standort KG: Staré Mesto Konskr.Nr.: 364                           |                                                             | Bürgerhaus in der Straße Sedlárska ulica 10. | č. NKP: 101-211/0 Stand des NKP: 2012-02-08 Name: DOM MEŠTIANSKY         |
| ja   | Datei hochladen | Wohnhaus(sk) ObjektID: 101-575/0                                  | Sienkiewiczova ul. 1 Standort KG: Staré Mesto Konskr.Nr.: 2539                      | nárožný, nájomný dom                                        | Eck-, Miets- und Wohnhaus in der Straße Sienkiewiczova ulica 1. | č. NKP: 101-575/0 Stand des NKP: 2012-02-08 Name: DOM BYTOVÝ             |
|      | Datei hochladen | Wohnhaus(sk) ObjektID: 101-576/0                                  | Sienkiewiczova ul. 2 KG: Staré Mesto Konskr.Nr.: 2541                               | radový, nájomný dom                                         | Reihen-, Miets- und Wohnhaus in der Straße Sienkiewiczova ulica 2. | č. NKP: 101-576/0 Stand des NKP: 2012-02-08 Name: DOM BYTOVÝ             |
| ja   | Datei hochladen | Wohnhaus(sk) ObjektID: 101-459/0                                  | Sládkovičova ul. 1 Standort KG: Staré Mesto Konskr.Nr.: 855                         | nárožný, nájomný dom                                        | Eck-, Miets- und Wohnhaus in der Straße Sládkovičova ulica 1. | č. NKP: 101-459/0 Stand des NKP: 2012-02-08 Name: DOM BYTOVÝ             |
| ja   | Datei hochladen | Wohnhaus(sk) ObjektID: 101-460/0                                  | Sládkovičova ul. 3 Standort KG: Staré Mesto Konskr.Nr.: 856                         | radový, nájomný dom                                         | Reihen-, Miets- und Wohnhaus in der Straße Sládkovičova ulica 3. | č. NKP: 101-460/0 Stand des NKP: 2012-02-08 Name: DOM BYTOVÝ             |
| ja   | Datei hochladen | Wohnhaus(sk) ObjektID: 101-464/0                                  | Sládkovičova ul. 4 Standort KG: Staré Mesto Konskr.Nr.: 878(877)                    | radový, nájomný dom                                         | Reihen-, Miets- und Wohnhaus in der Straße Sládkovičova ulica 4. | č. NKP: 101-464/0 Stand des NKP: 2012-02-08 Name: DOM BYTOVÝ             |
| ja   | Datei hochladen | Wohnhaus(sk) ObjektID: 101-461/0                                  | Sládkovičova ul. 5 Standort KG: Staré Mesto Konskr.Nr.: 857                         | radový                                                      | Reihenwohnhaus in der Straße Sládkovičova ulica 5. | č. NKP: 101-461/0 Stand des NKP: 2012-02-08 Name: DOM BYTOVÝ             |
|      | Datei hochladen | Wohnhaus(sk) ObjektID: 101-462/0                                  | Sládkovičova ul. 7 KG: Staré Mesto Konskr.Nr.: 858                                  | nárožný, nájomný dom                                        | Eck-, Miets- und Wohnhaus in der Straße Sládkovičova ulica 7. | č. NKP: 101-462/0 Stand des NKP: 2012-02-08 Name: DOM BYTOVÝ             |
| ja   | Datei hochladen | Wohnhaus(sk) ObjektID: 101-463/0                                  | Sládkovičova ul. 9 Standort KG: Staré Mesto Konskr.Nr.: 859                         | radový, nájomný dom                                         | Reihen-, Miets- und Wohnhaus in der Straße Sládkovičova ulica 9. | č. NKP: 101-463/0 Stand des NKP: 2012-02-08 Name: DOM BYTOVÝ             |
| ja   | Datei hochladen | Mahnmal mit Terrasse(sk) ObjektID: 101-204/1                      | Slavín (Slavín) Standort KG: Staré Mesto Konskr.Nr.:                                | sov. armáda; Horná terasa s pamätníkom                      | Slavín. Obere Terrasse mit Mahnmal für gefallene Soldaten Sowjetischer Armee. | č. NKP: 101-204/1 Stand des NKP: 2012-02-08 Name: PAMÄTNÍK S TERASOU     |
| ja   | Datei hochladen | Plastik(sk) ObjektID: 101-204/2                                   | Slavín (na vrchole pylónu) Standort KG: Staré Mesto Konskr.Nr.:                     | Víťazný vojak, socha Víťazného vojaka                       | Plastik, Statue Víťazný vojak (deutsch: Der siegreiche Soldat) auf der Spitze des Pylons. Mahnmal Slavín. | č. NKP: 101-204/2 Stand des NKP: 2012-02-08 Name: PLASTIKA               |
|      | Datei hochladen | Terrasse mit Gräbern(sk) ObjektID: 101-204/4                      | Slavín (V od hlavnej terasy) KG: Staré Mesto Konskr.Nr.:                            | dolná, Dolná terasa s hrobmi                                | Untere Terrasse mit Gräbern, östlich von der Hauptterrasse. Mahnmal Slavín. | č. NKP: 101-204/4 Stand des NKP: 2012-02-08 Name: TERASA S HROBMI        |
| ja   | Datei hochladen | Treppe(sk) ObjektID: 101-204/5                                    | Slavín (Slavín, v J časti) Standort KG: Staré Mesto Konskr.Nr.:                     | hlavné ústredné schodisko                                   | Zentrale Haupttreppe in südlichem Teil des Mahnmals Slavín. | č. NKP: 101-204/5 Stand des NKP: 2012-02-08 Name: SCHODISKO              |
| ja   | Datei hochladen | Park(sk) ObjektID: 101-204/11                                     | Slavín (Slavín) KG: Staré Mesto Konskr.Nr.:                                         | sov. armáda, Cintorín sov. armády                           | Sowjetische Armee, Park, Friedhof der Sowjetischen Armee, Mahnmal Slavín. | č. NKP: 101-204/11 Stand des NKP: 2012-02-08 Name: PARK                  |
| ja   | Datei hochladen | Terrasse mit Gräbern(sk) ObjektID: 101-204/3                      | Slavín (Slavín, v centrálnej časti) KG: Staré Mesto Konskr.Nr.:                     | hlavná, Hlavná terasa s hrobmi                              | Hauptterrasse mit Gräbern in zentralem Teil des Mahnmals Slavín. | č. NKP: 101-204/3 Stand des NKP: 2012-02-08 Name: TERASA S HROBMI        |
|      | Datei hochladen | Statuengruppe I.(sk) ObjektID: 101-204/6                          | Slavín (horná terasa, hl. schodisko) KG: Staré Mesto Konskr.Nr.:                    | Nad hrobom spolubojovníka                                   | Statuengruppe I. Nad hrobom spolubojovníka (deutsch: Über dem Grab eines Mitkämpfers) auf der oberen Terrasse und der Haupttreppe des Mahnmals Slavín.                                                                                              | č. NKP: 101-204/6 Stand des NKP: 2012-02-08 Name: SÚSOŠIE I.             |
|      | Datei hochladen | Statuengruppe II.(sk) ObjektID: 101-204/7                         | Slavín (horná terasa, hl. schodisko) KG: Staré Mesto Konskr.Nr.:                    | Po boji; súsošie Po boji                                    | Statuengruppe I. Po boji (deutsch: Nach dem Kampf) auf der oberen Terrasse und der Haupttreppe des Mahnmals Slavín. | č. NKP: 101-204/7 Stand des NKP: 2012-02-08 Name: SÚSOŠIE II.            |
|      | Datei hochladen | Statuengruppe III.(sk) ObjektID: 101-204/8                        | Slavín (podesta hl. schodiska) KG: Staré Mesto Konskr.Nr.:                          | Vďaky; súsošie dievčat s kvetmi                             | Statuengruppe III. Vďaky (deutsch: Des Danks), Statuengruppe von Mädchen mit Blumen, Podest der Haupttreppe. Mahnmal Slavín. | č. NKP: 101-204/8 Stand des NKP: 2012-02-08 Name: SÚSOŠIE III.           |
|      | Datei hochladen | Statuengruppe IV.(sk) ObjektID: 101-204/9                         | Slavín (podesta hl. schodiska) KG: Staré Mesto Konskr.Nr.:                          | Vďaky; súsošie dievčat so stuhami                           | Statuengruppe III. Vďaky (deutsch: Des Danks), Statuengruppe von Mädchen mit Schleifen, Podest der Haupttreppe. Mahnmal Slavín. | č. NKP: 101-204/9 Stand des NKP: 2012-02-08 Name: SÚSOŠIE IV.            |
| ja   | Datei hochladen | Relief(sk) ObjektID: 101-204/10                                   | Slavín (čelná stena hl. schodiska) KG: Staré Mesto Konskr.Nr.:                      | Prísaha na bojovú zástavu; reliéf Prísahy na boj. zástavu   | Relief Prísaha na bojovú zástavu (deutsch: Schwur an die Kampfesfahne) an der Stirnseite der Haupttreppe des Mahnmales Slavín. | č. NKP: 101-204/10 Stand des NKP: 2012-02-08 Name: RELIÉF                |
|      | Datei hochladen | Stadtpark(sk) ObjektID: 101-291/2                                 | Slobody nám. KG: Staré Mesto Konskr.Nr.:                                            | Lippayovská záhrada                                         | Stadtpark, Garten Lippayovská záhrada auf dem Platz Námestie slobody. | č. NKP: 101-291/2 Stand des NKP: 2012-02-08 Name: PARK MESTSKÝ           |
| ja   | Datei hochladen | Stadtpalais(sk) Erzbischöfliches Sommerpalais ObjektID: 101-291/1 | Slobody nám. 1 Standort KG: Staré Mesto Konskr.Nr.: 2899                            | Letný arcibiskupský palác                                   | Stadtpalais Erzbischöfliches Sommerpalais auf dem Platz Námestie slobody 1. | č. NKP: 101-291/1 Stand des NKP: 2012-02-08 Name: PALÁC MESTSKÝ          |
|      | Datei hochladen | Hochschule(sk) ObjektID: 101-829/0                                | Slobody nám. 19 KG: Staré Mesto Konskr.Nr.: 2911                                    | Pavilón teoretických ústavov SVŠT; Fakulta architektúry STU | Hochschule, Pavillon der theoretischen Anstalten der Slowakischen Technischen Hochschule Slovenská vysoká škola technická (SVŠT) (Name bis 1991), Fakultät der Architektur der Technischen Hochschule auf dem Platz Námestie slobody 19.            | č. NKP: 101-829/0 Stand des NKP: 2012-02-08 Name: ŠKOLA VYSOKÁ           |
|      | Datei hochladen | Winzershaus(sk) ObjektID: 101-11204/0                             | Slobody nám. 25 KG: Staré Mesto Konskr.Nr.: 2916                                    | radový                                                      | Reihen-Winzershaus auf dem Platz Námestie slobody 25. | č. NKP: 101-11204/0 Stand des NKP: 2012-02-08 Name: DOM VINOHRADNÍCKY    |
|      | Datei hochladen | Gedenktafel(sk) ObjektID: 101-657/0                               | Slobody nám. 50 (Vo vest. stroj. fakul.) KG: Staré Mesto Konskr.Nr.: 2949           | II. sv. v., PT študentom SVŠT                               | Gedenktafel zum Andenken an den Zweiten Weltkrieg und an die Studenten der Slowakischen Technischen Hochschule Slovenská vysoká škola technická (SVŠT) (Name bis 1991) in dem Vestibul der Maschinenbau Fakultät auf dem Platz Námestie slobody 50. | č. NKP: 101-657/0 Stand des NKP: 2012-02-08 Name: TABUĽA PAMÄTNÁ         |
| ja   | Datei hochladen | Denkmal(sk) ObjektID: 101-655/0                                   | SNP nám. (na námestí) KG: Staré Mesto Konskr.Nr.:                                   | SNP                                                         | Denkmal zum Gedenken an den Slowakischen Nationalaufstand auf dem Platz Námestie SNP. | č. NKP: 101-655/0 Stand des NKP: 2012-02-08 Name: POMNÍK                 |
| ja   | Datei hochladen | Kirche(sk) ObjektID: 101-719/0                                    | SNP nám. 4 (v SZ časti námestia) Standort KG: Staré Mesto Konskr.Nr.: 464           | ref. Kalvínsky kostol                                       | Reformierte Kirche Kalvínsky kostol in dem südwestlichen Teil des Platzes Námestie SNP 4. | č. NKP: 101-719/0 Stand des NKP: 2012-02-08 Name: KOSTOL                 |
| ja   | Datei hochladen | Kirche(sk) ObjektID: 101-281/2                                    | SNP nám. 9 Standort KG: Staré Mesto Konskr.Nr.: 469                                 | r. k. Navštívenia P. M. milosrdných bratov                  | Römisch-katholische Kirche und Kloster der Barmherzigen Brüder auf dem Platz Námestie SNP 9. | č. NKP: 101-281/2 Stand des NKP: 2012-02-08 Name: KOSTOL                 |
|      | Datei hochladen | Ordenshaus(sk) ObjektID: 101-281/3                                | SNP nám. 11 KG: Staré Mesto Konskr.Nr.: 100470                                      | milosrdných bratov                                          | Ordenshaus der Barmherzigen Brüder auf dem Platz Námestie SNP 11. | č. NKP: 101-281/3 Stand des NKP: 2012-02-08 Name: DOM REHOLE             |
|      | Datei hochladen | Mehrfunktionshaus(sk) ObjektID: 101-753/1                         | SNP nám. 13 KG: Staré Mesto Konskr.Nr.: 472                                         | radový, Družstevný dom                                      | Reihen-, Mehrfunktionshaus, Genossenschaftshaus auf dem Platz Námestie SNP 13. | č. NKP: 101-753/1 Stand des NKP: 2012-02-08 Name: DOM POLYFUNKČNÝ        |
|      | Datei hochladen | Mehrfunktionshaus(sk) ObjektID: 101-753/2                         | SNP nám. 14 KG: Staré Mesto Konskr.Nr.: 473                                         | radový, Družstevný dom                                      | Reihen-, Mehrfunktionshaus, Genossenschaftshaus auf dem Platz Námestie SNP 14. | č. NKP: 101-753/2 Stand des NKP: 2012-02-08 Name: DOM POLYFUNKČNÝ        |
|      | Datei hochladen | Mehrfunktionshaus(sk) ObjektID: 101-753/3                         | SNP nám. 15 KG: Staré Mesto Konskr.Nr.: 100474                                      | nárožný, Družstevný dom                                     | Eck-, Mehrfunktionshaus, Genossenschaftshaus auf dem Platz Námestie SNP 15. | č. NKP: 101-753/3 Stand des NKP: 2012-02-08 Name: DOM POLYFUNKČNÝ        |
|      | Datei hochladen | Wohnhaus(sk) ObjektID: 101-10477/0                                | SNP nám. 16 (Z vyústenie Dunajskej ul.) KG: Staré Mesto Konskr.Nr.: 475,100475      | radový, Ústredná banka čes. sporitelen                      | Reihenwohnhaus, die zentrale Bank Ústredná banka čes. sporitelen auf dem Platz Námestie SNP 16, Einmündung der Straße Dunajská ulica. | č. NKP: 101-10477/0 Stand des NKP: 2012-02-08 Name: DOM BYTOVÝ           |
|      | Datei hochladen | Sparkasse(sk) ObjektID: 101-10899/0                               | SNP nám. 18 KG: Staré Mesto Konskr.Nr.: 100477                                      | nárožný, Sporitelňa                                         | Eckhaus, Sparkasse auf dem Platz Námestie SNP 18. | č. NKP: 101-10899/0 Stand des NKP: 2012-02-08 Name: SPORITEĽŇA           |
| ja   | Datei hochladen | Bank(sk) ObjektID: 101-11538/1                                    | SNP nám. 19 (Laurinská 20, Gorkého 17) KG: Staré Mesto Konskr.Nr.: 100478           | nárožná, býv. Slovenská národná banka                       | Eckgebäude, ehemalige Slowakische Nationalbank auf dem Platz Námestie SNP 19, in der Straße Laurinská 20 und Straße Gorkého 17. | č. NKP: 101-11538/1 Stand des NKP: 2012-02-08 Name: BANKA                |
| ja   | Datei hochladen | Markt(sk) ObjektID: 101-650/0                                     | SNP nám. 26 Standort KG: Staré Mesto Konskr.Nr.:                                    | Stará tržnica                                               | Alter Markt auf dem Platz Námestie SNP 26. | č. NKP: 101-650/0 Stand des NKP: 2012-02-08 Name: TRŽNICA                |
|      | Datei hochladen | Bank(sk) ObjektID: 101-723/0                                      | SNP nám. 27 (Klobučnícka 7) KG: Staré Mesto Konskr.Nr.: 447                         | schodisková, nárožná, Bývalá banka                          | Eckgebäude. Ehemalige Bank auf dem Platz Námestie SNP 27 und in der Straße Klobučnícka 7. | č. NKP: 101-723/0 Stand des NKP: 2012-02-08 Name: BANKA                  |
| ja   | Datei hochladen | Geschäftshaus(sk) ObjektID: 101-11330/0                           | SNP nám. 30 Standort KG: Staré Mesto Konskr.Nr.: 488                                | radový, OD Dunaj, Brouk a Babka                             | Reihen-, Geschäftshaus Dunaj, Gesellschaft Brouk and Babka auf dem Platz Námestie SNP 30. | č. NKP: 101-11330/0 Stand des NKP: 2012-02-08 Name: DOM OBCHODNÝ         |
| ja   | Datei hochladen | Bank(sk) ObjektID: 101-730/0                                      | SNP nám. 33 (Uršulínska ul.) Standort KG: Staré Mesto Konskr.Nr.: 100489            | nárožná, Tatra banka                                        | Eckgebäude, Bank Tatra banka auf dem Platz Námestie SNP 33 und in der Straße Uršulínska ulica. | č. NKP: 101-730/0 Stand des NKP: 2012-02-08 Name: BANKA                  |
| ja   | Datei hochladen | Post(sk) ObjektID: 101-718/0                                      | SNP nám. 35 Standort KG: Staré Mesto Konskr.Nr.: 1490                               | Hlavná pošta                                                | Hauptpost auf dem Platz Námestie SNP 35. | č. NKP: 101-718/0 Stand des NKP: 2012-02-08 Name: POŠTA                  |
| ja   | Datei hochladen | Kloster der Barmherzigen(sk) ObjektID: 101-281/1                  | SNP nám. 8-10 Standort KG: Staré Mesto Konskr.Nr.: 100467                           | špitál milosrdných bratov                                   | Kloster der Barmherzigen, Spital der Barmherzigen Brüder auf dem Platz Námestie SNP 8-10. | č. NKP: 101-281/1 Stand des NKP: 2012-02-08 Name: KLÁŠTOR MILOSRDNÝCH    |
|      | Datei hochladen | Untergegangene Kapelle(sk) ObjektID: 101-10984/0                  | SNP nám. (pred Starou tržnicou) KG: Staré Mesto Konskr.Nr.:                         | r. k. sv. Jakuba staršieho; Rotunda a karner                | Untergegangene römisch-katholische Kapelle des heiligen Jacobs des Älteren, Rotunde und Karner auf dem Platz Námestie SNP vor dem Alten Markt. | č. NKP: 101-10984/0 Stand des NKP: 2012-02-08 Name: KAPLNKA ZANIKNUTÁ    |
|      | Datei hochladen | Gedenktafel(sk) ObjektID: 101-218/0                               | Somolického ul. 2 (na uličnej fasáde domu) KG: Staré Mesto Konskr.Nr.: 821          | Jesenský Janko; 1874–1945, spisovateľ                       | Gedenktafel zum Andenken an den Schriftsteller Janko Jesenský (* 1874-† 1945) in der Straße Somolického ulica 2 an der Straßenfassade des Hauses.                                                                                                   | č. NKP: 101-218/0 Stand des NKP: 2012-02-08 Name: TABUĽA PAMÄTNÁ         |
| ja   | Datei hochladen | Befestigungsmauer mit Bastionen(sk) ObjektID: 101-120/7           | Staromestská ul. (západ. čast opevnenia) KG: Staré Mesto Konskr.Nr.:                | západný, bašty, hradb. a parkán. múr                        | Westliche Befestigungs- und Zwingermauer und Bastionen in der Straße Staromestská ulica. Westlicher Abschnitt der Befestigung. | č. NKP: 101-120/7 Stand des NKP: 2012-02-08 Name: MÚR HRADBOVÝ S BAŠTAMI |
| ja   | Datei hochladen | Internat(sk) ObjektID: 101-749/0                                  | Svobodu L. arm. gen. nábr. KG: Staré Mesto Konskr.Nr.:                              | Lafranconi                                                  | Lafranconi-Internat in der Straße Nábrežie arm. gen. L. Svobodu. | č. NKP: 101-749/0 Stand des NKP: 2012-02-08 Name: INTERNÁT               |
| ja   | Datei hochladen | Wachturm(sk) ObjektID: 101-653/0                                  | Svobodu L. arm. gen. nábr. Standort KG: Staré Mesto Konskr.Nr.:                     | ruina; Vodná veža, mýtna stanica                            | Ruine des Wachturms, Wasserturm, Mautstation in der Straße Nábrežie arm. gen. L. Svobodu. | č. NKP: 101-653/0 Stand des NKP: 2012-02-08 Name: VEŽA STRÁŽNA           |
| ja   | Datei hochladen | Jüdisches Mausoleum(sk) ObjektID: 101-10006/1                     | Svobodu L. arm. gen. nábr. (pri tuneli) Standort KG: Staré Mesto Konskr.Nr.:        | Chatam Sofer; hrobka zázračného rabína                      | Jüdisches Mausoleum in der Straße Nábrežie arm. gen. L. Svobodu, neben dem Straßenbahntunnel. Die Gruft des zauberhaften Rabbiners Chatam Sofer. | č. NKP: 101-10006/1 Stand des NKP: 2012-02-08 Name: MAUZÓLEUM ŽIDOVSKÉ   |
|      | Datei hochladen | Grab mit Grabstele(sk) ObjektID: 101-10006/2                      | Svobodu L. arm. gen. nábr. (JV od stredu pohrebiska) KG: Staré Mesto Konskr.Nr.:    | kameň; Chatam Sofer                                         | Grab mit Grabstele aus Stein des jüdischen Rabbiners Chatam Sofer südöstlich von der Mitte der Bestattungsstätte in der Straße Nábrežie arm. gen. L. Svobodu.                                                                                       | č. NKP: 101-10006/2 Stand des NKP: 2012-02-08 Name: HROB S NÁHROBNÍKOM   |
|      | Datei hochladen | Grab mit Grabstele(sk) ObjektID: 101-10006/3                      | Svobodu L. arm. gen. nábr. (V hranica pohrebiska) KG: Staré Mesto Konskr.Nr.:       | kameň; Daniel Prostitz                                      | Grab mit Grabstele aus Stein des Daniel Prostitz an der östlichen Grenze der Bestattungsstätte in der Straße Nábrežie arm. gen. L. Svobodu. | č. NKP: 101-10006/3 Stand des NKP: 2012-02-08 Name: HROB S NÁHROBNÍKOM   |
|      | Datei hochladen | Grab mit Grabstele(sk) ObjektID: 101-10006/4                      | Svobodu L. arm. gen. nábr. (V hranica pohrebiska) KG: Staré Mesto Konskr.Nr.:       | kameň; Mosche Charif                                        | Grab mit Grabstele aus Stein des Mosche Charif an der östlichen Grenze der Bestattungsstätte in der Straße Nábrežie arm. gen. L. Svobodu. | č. NKP: 101-10006/4 Stand des NKP: 2012-02-08 Name: HROB S NÁHROBNÍKOM   |
|      | Datei hochladen | Grab und Grabstein(sk) ObjektID: 101-10006/5                      | Svobodu L. arm. gen. nábr. (V hranica pohrebiska) KG: Staré Mesto Konskr.Nr.:       | kameň; Leb Mochiach                                         | Grab mit Grabstele aus Stein des Leb Mochiach an der östlichen Grenze der Bestattungsstätte in der Straße Nábrežie arm. gen. L. Svobodu. | č. NKP: 101-10006/5 Stand des NKP: 2012-02-08 Name: HROB S NÁHROBNÍKOM   |
|      | Datei hochladen | Grab mit Grabstele(sk) ObjektID: 101-10006/6                      | Svobodu L. arm. gen. nábr. (V hranica pohrebiska) KG: Staré Mesto Konskr.Nr.:       | kameň; Mosche Meshulam Eger                                 | Grab mit Grabstele aus Stein des Mosche Meshulam Eger an der östlichen Grenze der Bestattungsstätte in der Straße Nábrežie arm. gen. L. Svobodu. | č. NKP: 101-10006/6 Stand des NKP: 2012-02-08 Name: HROB S NÁHROBNÍKOM   |
|      | Datei hochladen | Grab mit Grabstele(sk) ObjektID: 101-10006/7                      | Svobodu L. arm. gen. nábr. (Z hranica pohrebiska) KG: Staré Mesto Konskr.Nr.:       | kameň; Yitzhak Dukla                                        | Grab mit Grabstele aus Stein des Yitzhak Dukla an der westlichen Grenze der Bestattungsstätte in der Straße Nábrežie arm. gen. L. Svobodu. | č. NKP: 101-10006/7 Stand des NKP: 2012-02-08 Name: HROB S NÁHROBNÍKOM   |
|      | Datei hochladen | Grab mit Grabstele(sk) ObjektID: 101-10006/8                      | Svobodu L. arm. gen. nábr. (Z hranica pohrebiska) KG: Staré Mesto Konskr.Nr.:       | kameň; Akiba Eger                                           | Grab mit Grabstele aus Stein des Akiba Eger an der westlichen Grenze der Bestattungsstätte in der Straße Nábrežie arm. gen. L. Svobodu. | č. NKP: 101-10006/8 Stand des NKP: 2012-02-08 Name: HROB S NÁHROBNÍKOM   |
|      | Datei hochladen | Grab mit Grabstein(sk) ObjektID: 101-10006/9                      | Svobodu L. arm. gen. nábr. (Z hranica pohrebiska) KG: Staré Mesto Konskr.Nr.:       | kameň; Meier Barby                                          | Grab mit Grabstele aus Stein des Meier Barby an der westlichen Grenze der Bestattungsstätte in der Straße Nábrežie arm. gen. L. Svobodu. | č. NKP: 101-10006/9 Stand des NKP: 2012-02-08 Name: HROB S NÁHROBNÍKOM   |
|      | Datei hochladen | Grab mit Grabstele(sk) ObjektID: 101-10006/10                     | Svobodu L. arm. gen. nábr. (v strede pohrebiska) KG: Staré Mesto Konskr.Nr.:        | kameň; Mordechai Tosk                                       | Grab mit Grabstele aus Stein des Mordechai Tosk in der Mitte der Bestattungsstätte in der Straße Nábrežie arm. gen. L. Svobodu. | č. NKP: 101-10006/10 Stand des NKP: 2012-02-08 Name: HROB S NÁHROBNÍKOM  |
|      | Datei hochladen | Grabstelen(sk) ObjektID: 101-10006/11                             | Svobodu L. arm. gen. nábr. (v strede pohrebiska) KG: Staré Mesto Konskr.Nr.:        | kameň; Meier Stampi, Joel ben Herzl                         | Die Grabstelen aus Stein des Meier Stampi und des Joel den Harzl in der Mitte der Bestattungsstätte in der Straße Nábrežie arm. gen. L. Svobodu. | č. NKP: 101-10006/11 Stand des NKP: 2012-02-08 Name: NÁHROBNÍKY          |
|      | Datei hochladen | Grab mit Grabstele(sk) ObjektID: 101-10006/12                     | Svobodu L. arm. gen. nábr. (v strede J č. pohrebiska) KG: Staré Mesto Konskr.Nr.:   | kameň; Leb Bachrich                                         | Grab mit Grabstele aus Stein des Leb Bachrich in der Mitte des südlichen Teils der Bestattungsstätte in der Straße Nábrežie arm. gen. L. Svobodu.                                                                                                   | č. NKP: 101-10006/12 Stand des NKP: 2012-02-08 Name: HROB S NÁHROBNÍKOM  |
|      | Datei hochladen | Grab mit Grabstele(sk) ObjektID: 101-10006/13                     | Svobodu L. arm. gen. nábr. (v strede J č. pohrebiska) KG: Staré Mesto Konskr.Nr.:   | kameň; Yehuda Leb ben Wolf                                  | Grab mit Grabstele aus Stein des Yehuda Leb ben Wolf in der Mitte des südlichen Teils der Bestattungsstätte in der Straße Nábrežie arm. gen. L. Svobodu.                                                                                            | č. NKP: 101-10006/13 Stand des NKP: 2012-02-08 Name: HROB S NÁHROBNÍKOM  |
|      | Datei hochladen | Gräber mit Grabstelen(sk) ObjektID: 101-10006/14                  | Svobodu L. arm. gen. nábr. (JZ čast pohrebiska) KG: Staré Mesto Konskr.Nr.:         | kameň; Y. ben Joel Herlingen, Ch. Yehuda                    | Gräber mit Grabstelen aus Stein der Y. ben Joel Herlingen und Ch. Yehuda im südwestlichen Teil der Bestattungsstätte in der Straße Nábrežie arm. gen. L. Svobodu.                                                                                   | č. NKP: 101-10006/14 Stand des NKP: 2012-02-08 Name: HROBY S NÁHROBNÍKMI |
|      | Datei hochladen | Gräber mit Grabstelen(sk) ObjektID: 101-10006/15                  | Svobodu L. arm. gen. nábr. (Z hranica pohrebiska) KG: Staré Mesto Konskr.Nr.:       | kameň; 3 neznáme hroby                                      | Drei unbekannte Gräber mit Grabstelen aus Stein, in der Straße Nábrežie arm. gen. L. Svobodu, an der westlichen Grenze der Bestattungsstätte. | č. NKP: 101-10006/15 Stand des NKP: 2012-02-08 Name: HROBY S NÁHROBNÍKMI |
|      | Datei hochladen | Grab mit Grabstele(sk) ObjektID: 101-10006/16                     | Svobodu L. arm. gen. nábr. (JZ roh pohrebiska) KG: Staré Mesto Konskr.Nr.:          | kameň; Meier ben Simon Pressburger                          | Grab mit Grabstele aus Stein des Meier ben Simon Pressburger, in der Straße Nábrežie arm. gen. L. Svobodu, im südwestlichen Teil der Bestattungsstätte.                                                                                             | č. NKP: 101-10006/16 Stand des NKP: 2012-02-08 Name: HROB S NÁHROBNÍKOM  |
|      | Datei hochladen | Grab mit Grabstele(sk) ObjektID: 101-10006/17                     | Svobodu L. arm. gen. nábr. (v strede J str. pohrebiska) KG: Staré Mesto Konskr.Nr.: | kameň; Michael Eliezer Pressburger                          | Grab mit Grabstele aus Stein in der Straße Nábrežie arm. gen. L. Svobodu, in der Mitte der südlichen Seite der Bestattungsstätte. | č. NKP: 101-10006/17 Stand des NKP: 2012-02-08 Name: HROB S NÁHROBNÍKOM  |
|      | Datei hochladen | Grab mit Grabstele(sk) ObjektID: 101-10006/18                     | Svobodu L.arm.gen.nábr. (v strede J str pohrebiska) KG: Staré Mesto Konskr.Nr.:     | kameň; Juda Leb ben Meier Pressburger                       | Grab mit Grabstele aus Stein des Juda Leb ben Meier Pressburger in der Straße Nábrežie arm. gen. L. Svobodu, in der Mitte der südlichen Seite der Bestattungsstätte.                                                                                | č. NKP: 101-10006/18 Stand des NKP: 2012-02-08 Name: HROB S NÁHROBNÍKOM  |
|      | Datei hochladen | Grabstele(sk) ObjektID: 101-10006/19                              | Svobodu L. arm. gen. nábr. (v strede J str. pohrebiska) KG: Staré Mesto Konskr.Nr.: | kameň; neznámy                                              | Unbekanntes Grab mit Grabstele in der Mitte der südlichen Seite der Bestattungsstätte in der Straße Nábrežie arm. gen. L. Svobodu. | č. NKP: 101-10006/19 Stand des NKP: 2012-02-08 Name: NÁHROBNÍK           |
|      | Datei hochladen | Grabstele(sk) ObjektID: 101-10006/20                              | Svobodu L. arm. gen. nábr. (v strede V str. pohrebiska) KG: Staré Mesto Konskr.Nr.: | kameň; neznámy                                              | Unbekannte Grabstele aus Stein in der Mitte der östlichen Seite der Bestattungsstätte in der Straße Nábrežie arm. gen. L. Svobodu. | č. NKP: 101-10006/20 Stand des NKP: 2012-02-08 Name: NÁHROBNÍK           |
|      | Datei hochladen | Grab mit Grabstele(sk) ObjektID: 101-10006/21                     | Svobodu L. arm. gen. nábr. (JV str. pohrebiska) KG: Staré Mesto Konskr.Nr.:         | kameň; Felig ben Feivel                                     | Grab mit Grabstele aus Stein des Felig ben Feivel befindet sich an der südöstlichen Seite der Bestattungsstätte in der Straße Nábrežie arm. gen. L. Svobodu.                                                                                        | č. NKP: 101-10006/21 Stand des NKP: 2012-02-08 Name: HROB S NÁHROBNÍKOM  |
|      | Datei hochladen | Grabstele(sk) ObjektID: 101-10006/22                              | Svobodu L. arm. gen. nábr. (JV roh pohrebiska) KG: Staré Mesto Konskr.Nr.:          | kameň; neznámy                                              | Unbekannte Grabstele aus Stein befindet sich in der südöstlichen Ecke der Bestattungsstätte in der Straße Nábrežie arm. gen. L. Svobodu. | č. NKP: 101-10006/22 Stand des NKP: 2012-02-08 Name: NÁHROBNÍK           |
|      | Datei hochladen | Grabstele(sk) ObjektID: 101-10006/23                              | Svobodu L. arm. gen. nábr (v strede pohrebiska) KG: Staré Mesto Konskr.Nr.:         | kameň; neznámy                                              | Unbekannte Grabstele aus Stein befindet sich in der Mitte der Bestattungsstätte in der Straße Nábrežie arm. gen. L. Svobodu. | č. NKP: 101-10006/23 Stand des NKP: 2012-02-08 Name: NÁHROBNÍK           |
|      | Datei hochladen | Grabstele(sk) ObjektID: 101-10006/24                              | Svobodu L. arm. gen. nábr. (v strede Z str. pohrebiska) KG: Staré Mesto Konskr.Nr.: | kameň; neznámy                                              | Unbekannte Grabstele aus Stein befindet sich in der Mitte der westlichen Seite der Bestattungsstätte in der Straße Nábrežie arm. gen. L. Svobodu.                                                                                                   | č. NKP: 101-10006/24 Stand des NKP: 2012-02-08 Name: NÁHROBNÍK           |
|      | Datei hochladen | Grabstele(sk) ObjektID: 101-10006/25                              | Svobodu L. arm. gen. nábr. (SZ roh pohrebiska) KG: Staré Mesto Konskr.Nr.:          | kameň; neznámy                                              | Unbekannte Grabstele aus Stein befindet sich in der südwestlichen Ecke der Bestattungsstätte in der Straße Nábrežie arm. gen. L. Svobodu. | č. NKP: 101-10006/25 Stand des NKP: 2012-02-08 Name: NÁHROBNÍK           |
|      | Datei hochladen | Grabstele(sk) ObjektID: 101-10006/26                              | Svobodu L. arm. gen. nábr. (SZ roh pohrebiska) KG: Staré Mesto Konskr.Nr.:          | kameň; neznámy                                              | Unbekannte Grabstele aus Stein befindet sich in der südwestlichen Ecke der Bestattungsstätte in der Straße Nábrežie arm. gen. L. Svobodu. | č. NKP: 101-10006/26 Stand des NKP: 2012-02-08 Name: NÁHROBNÍK           |
| ja   | Datei hochladen | Internat(sk) ObjektID: 101-10529/0                                | Svoradova ul. 13 Standort KG: Staré Mesto Konskr.Nr.: 695,100039                    | Nešpor Mirko; Nešporák                                      | Internat des Mirko Nešpor, sogenannter Nešporák in der Straße Svoradova ulica 13. | č. NKP: 101-10529/0 Stand des NKP: 2012-02-08 Name: INTERNÁT             |

## Legende
Die Tabelle enthält im Einzelnen folgende Informationen:
| Foto:                    | Fotografie des Denkmals. |
| Denkmal / č. ÚZPF:       | Die Übersetzung der Bezeichnung des Denkmals, wie sie vom Slowakischen Denkmalamt (Pamiatkový úrad Slovenskej republiky) verwendet wird. Die Originalbezeichnung ist unter dem Fragezeichen angegeben. Fehlt die Übersetzung, so wird die Originalbezeichnung direkt angezeigt. Weiters ist die Objekt-Identifikationsnummer (Objekt ID) angeführt. Sie ist die offizielle, in der Slowakei eindeutige Nummer č. ÚZPF inklusive der zugehörigen Zählnummer, wie sie in den Daten des Denkmalamtes angegeben wird. Da diese nur innerhalb eines Landkreises gezählt wird, ist dessen Nummer der Denkmalnummer vorangestellt. |
| Standort:                | Wenn in der Liste vorhanden, ist die Adresse angegeben. In Klammern kann sich noch eine zusätzliche Adresse befinden, wenn es beispielsweise ein Eckhaus ist. Bei freistehenden Objekten ohne Adresse (zum Beispiel bei Bildstöcken) ist eine Adresse angegeben, die in der Nähe des Objekts liegt. Durch Aufruf des Links Standort wird die Lage des Denkmals in verschiedenen Kartenprojekten angezeigt. Darunter sind die Katastralgemeinde (KG) und, wenn vorhanden, die Konskriptionsnummer (Konskr. Nr.) angegeben.                                                                                                   |
| Offizielle Beschreibung: | Es ist die Kurzbeschreibung auf Slowakisch, wie sie in den offiziellen Listen angegeben ist, eingetragen. |
| Beschreibung:            | Kurze Angaben zum Denkmal auf Deutsch. |
| Metadaten:               | Zusätzlich werden, wenn in den persönlichen Einstellungen das Helferlein Dauerhaftes Einblenden von Metadaten aktiviert ist, ebensolche angezeigt. |

- Karte mit allen Koordinaten:
- OSM |
- WikiMap